# 萊昂納多·比當古
萊昂納多·热苏斯·洛雷罗·比当古（德語：Leonardo Jesus Loureiro Bittencourt；1993年12月19日—）是一位德國足球運動員，在場上的位置是中場，現效力於德甲球隊雲達不萊梅。他曾效力於德國球隊科特布斯足球會、多蒙特足球會、漢諾威96足球俱樂部。

## 俱乐部生涯
2015年7月13日，轉會德國足球甲級聯賽科隆足球會。